# Desmiphora durantoni
Desmiphora durantoni är en skalbaggsart som beskrevs av Tavakilian och Néouze 2004. Desmiphora durantoni ingår i släktet Desmiphora och familjen långhorningar. Inga underarter finns listade i Catalogue of Life.